# Бистрицька сільська рада (Мукачівський район)
| Бистрицька сільська рада — колишній орган місцевого самоврядування у Мукачівському районі Закарпатської області з адміністративним центром у с. Бистриця. Сільській раді були підпорядковані населені пункти: - с. Бистриця - с. Вільховиця |

## Склад ради
Рада складалася з 16 депутатів та голови.

## Керівний склад сільської ради
| ПІБ                      | Основні відомості                                                 | Дата обрання | Дата звільнення |
| ------------------------ | ----------------------------------------------------------------- | ------------ | --------------- |
| Софілканич Іван Іванович | Сільський голова, 1952 року народження, освіта                    | 26.03.2006   | 31.10.2010      |
| Софілканич Іван Іванович | Сільський голова, 1952 року народження, освіта вища, безпартійний | 31.10.2010   |                 |

Примітка: таблиця складена за даними джерела

## Населення
Згідно з переписом УРСР 1989 року чисельність наявного населення сільської ради становила 1891 особа, з яких 897 чоловіків та 994 жінки.
За переписом населення України 2001 року в сільській раді мешкали 1824 особи.

### Мова
Розподіл населення за рідною мовою за даними перепису 2001 року:
| Мова       | Відсоток |
| ---------- | -------- |
| українська | 98,58 %  |
| російська  | 0,98 %   |
| німецька   | 0,16 %   |
| угорська   | 0,11 %   |